# Calonotos aterrima
Calonotos aterrima är en fjärilsart som beskrevs av Jan Sepp 1848. Calonotos aterrima ingår i släktet Calonotos och familjen björnspinnare. Inga underarter finns listade i Catalogue of Life.